# Занзибар Западный
Западный Занзибар (суахили Mjini Magharibi, англ. Zanzibar Urban/West Region) — одна из 30 областей Танзании и одна из 5 областей автономного Занзибара. Расположен на острове Унгуджа (Занзибар). Площадь 230 км², по переписи на август 2012 года её население составило 593 678 человек.
Административный центр региона — город Занзибар.
Здесь, в Каменном городе, родился Фредди Меркьюри

## Административное деление
Состоит из двух округов:
- Магариби (суахили Magharibi, англ. Zanzibar West) или Западный Занзибар (370 645 жителей, 2012),
- Мжини (суахили Mjini, англ. Zanzibar City) или Занзибар-город (223 033 жителей, 2012).